# Arthur Bishop
Arthur Gary Bishop, född 29 september 1951 i Hinckley, Utah, död 10 juni 1988 i Utah State Prison, Draper, Utah, var en amerikansk seriemördare. Han erkände morden på fem unga pojkar, begångna mellan 1979 och 1983. Han dömdes till döden och avrättades med giftinjektion.

## Biografi
Arthur Bishop föddes i Hinckley i Utah som äldst av sex bröder, och uppfostrades som mormon och var som ung medlem i scoutkåren. Som 18-åring var han missionär på Filippinerna. I februari 1978 dömdes han för förskingring till 5 års villkorligt. Han bröt mot reglerna och flydde till Salt Lake City. Där använde han sig av en pseudonym eller alias "Roger Downa" när han började arbeta för Big Brothers Big Sisters of America, en välgörenhetsorganisation som stöttar utsatta barn och ungdomar.

## Morden
Den 14 oktober 1979 begick Bishop sitt första mord. Han lurade med sig 4-årige Alonzo Daniels från gården i det hyreskomplex där han bodde. Han tog med sig Daniels till sin egen lägenhet genom att lova barnet godis. Efter att ha försökt förgripa sig på barnet dränkte Bishop honom i badkaret för att sedan begrava liket i öknen. I november 1980 mördade Bishop igen. Vid en rullskridskobana träffade han 11-årige Ron Rosen och lurade med sig honom till sin lägenhet under förevändning att han skulle köpa ett par rullskridskor som pojken ville sälja. Han misshandlade pojken till döds och begravde honom i närheten av Alonzo Daniels i Cedar Falls. Bishop blev sedan förhörd av polisen gällande Ron Rosens försvinnande då vittnen beskrivit en man med hans utseende som den de sett pojken med. Det tredje mordet begick Bishop den 20 oktober 1981 genom att lura med sig 4-årige Danny Davis till sin lägenhet från ett snabbköp i närheten. Även denna gång fanns det flera vittnen men de kunde bara lämna mycket vaga signalement på mannen. Salt Lake City-polisen påbörjade det mest omfattande sökningsarbetet i stadens historia. Man sökte i parker, skogar, dammar, man lät vittnena hypnotiseras, man erbjöd 20 000 dollar i belöning för tips och man kopplade in FBI i jakten på pojken.
Det dröjde sedan nästan två år innan Bishop återigen mördade. Den 23 juni 1983 försvann 6-årige Troy Ward från en park sex dagar efter sin födelsedag. Vittnen uppgav att de sett Troy lämna parken med en man under eftermiddagen. Som med de andra offren förgrep sig Bishop på pojken innan han misshandlade och dränkte honom. Bara en månad senare kom Bishops nästa och sista mord. 13-årige Graeme Cunningham försvann under en campingtur med en vän och en vuxen. Den vuxne var Arthur Bishop.

## Gripande, rättegång och avrättning
När polisen lade ihop alla mord såg de att Arthur Bishop bott i närheten av samtliga försvinnandena och man tog in honom till förhör. Under förhören kom hans riktiga identitet fram och till slut erkände Bishop samtliga mord. Han visade polisen till samtliga kroppar och berättade att han känt upphetsning när han begått morden. Han medgav också att han skulle göra det igen.
År 1984 inleddes rättegången mot Bishop. Han erkände sig vara pedofil, vara beroende av barnpornografi och att hans sexuella fantasier drivit honom till att begå morden.
Bishop avrättades genom giftinjektion den 10 juni 1988 på Utah State Prison. Strax innan avrättningen uttryckte han ånger över det han gjort.

### Webbkällor
- Newton, Michael. ”Arthur Gary Bishop” (på engelska). Crime Library. Arkiverad från originalet den 28 augusti 2014. https://www.webcitation.org/6SAoqooxC?url=http://www.crimelibrary.com/serial_killers/predators/arthur_bishop/1.html. Läst 28 augusti 2014.